# 毛叶水栒子
毛叶水栒子（学名：Cotoneaster submultiflorus）是蔷薇科栒子属的植物，为中国的特有植物。分布于亚洲以及中国大陆的陕西、青海、新疆、宁夏、甘肃、内蒙古、山西等地，生长于海拔900米至2,000米的地区，常生于岩石缝间和灌木丛中，目前已由人工引种栽培。